# USS Maine (1895)
De USS Maine (ACR-1) was een pantserschip voor de Amerikaanse marine. Het ging op 15 februari 1898 in de haven van Havana ten onder na een ontploffing.
De hoofdbewapening stond stuurboord voor en bakboord achter opgesteld. De vier kanonnen konden zowel naar voren als naar achteren worden gericht, dit verdubbelde de vuurkracht ten opzichte van een centrale opstelling op de middenlijn. Door de lange bouwtijd was het in feite verouderd toen het in 1895 in dienst werd gesteld.

## Ontploffing
Het schip is bekend geworden door zijn ondergang. In januari 1898 vertrok het uit Key West naar Havana. Hier zonk het na een explosie in de haven van Havana op 15 februari 1898. Het was daar op 25 januari aangekomen om de Amerikaanse belangen te beschermen gedurende de Cubaanse Onafhankelijkheidsoorlog. De explosie werd aanvankelijk toegeschreven door een aanslag met een mijn en werd door de Amerikaanse pers misbruikt om de oorlogsstemming in Verenigde Staten op te hitsen. De bekende uitspraak "Remember the Maine, to hell with Spain" zweepte het volk en leidde uiteindelijk tot de Spaans-Amerikaanse Oorlog later dat jaar. Bij de explosie kwamen 266 mensen, zo’n twee derde van de totale bemanning, om het leven.

## Amerikaanse onderzoeken
Direct na de ontploffing gaf de McKinley regering opdracht tot een onderzoek naar de oorzaak van de ondergang van de USS Maine. Op 21 maart van dat jaar concludeerde de onderzoekscommissie unaniem dat het schip ten onder is gegaan door een mijn die onder het schip is geëxplodeerd. De bodemplaten waren naar binnen gebogen hetgeen een explosie van buitenaf indiceerde. De mogelijkheid dat de steenkool in het ruim door broei in brand was geraakt, waardoor het naast gelegen munitiemagazijn tot ontploffing kwam, werd afgewezen. De onderzoekscommissie had geen kennis dat zoiets eerder was gebeurd. Hierbij is een brief van 27 januari 1898 over het hoofd gezien, hierin waarschuwde de minister van Marine juist voor dit specifieke gevaar.
In 1910 gaf president William Howard Taft opdracht om het wrak van Maine te bestuderen. Er werd een kofferdam rond het schip gelegd, het water eruit gepompt om zo de romp te onderzoeken. De bodemplaten vlak bij een munitiemagazijn waren naar binnen gebogen waardoor een mijnexplosie als oorzaak werd gemeld. Niet alle onderzoekers waren het eens met deze conclusie en gaven broei in de kolenbunkers de schuld. Door de warmte die hierbij vrijkwam ontplofte de munitie in een nabijgelegen magazijn.
In 1974 vroeg admiraal Hyman Rickover aan scheepshistorici de zaak nog eens te bestuderen. Zij bestudeerden niet alleen Amerikaanse bronnen, maar ook de archieven van de Spaanse marine. Het materiaal werd gedeeld met scheepsingenieurs en de conclusie was dat de ontploffing zeer waarschijnlijk van binnenuit had plaatsgevonden.

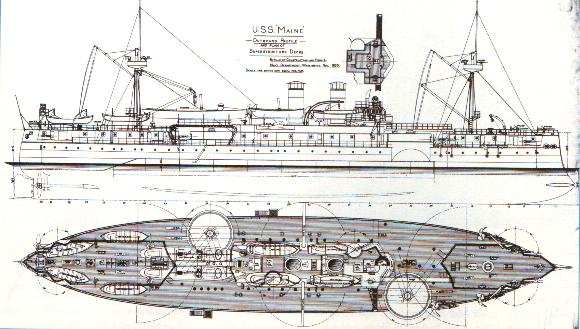
Tekening van de USS Maine.
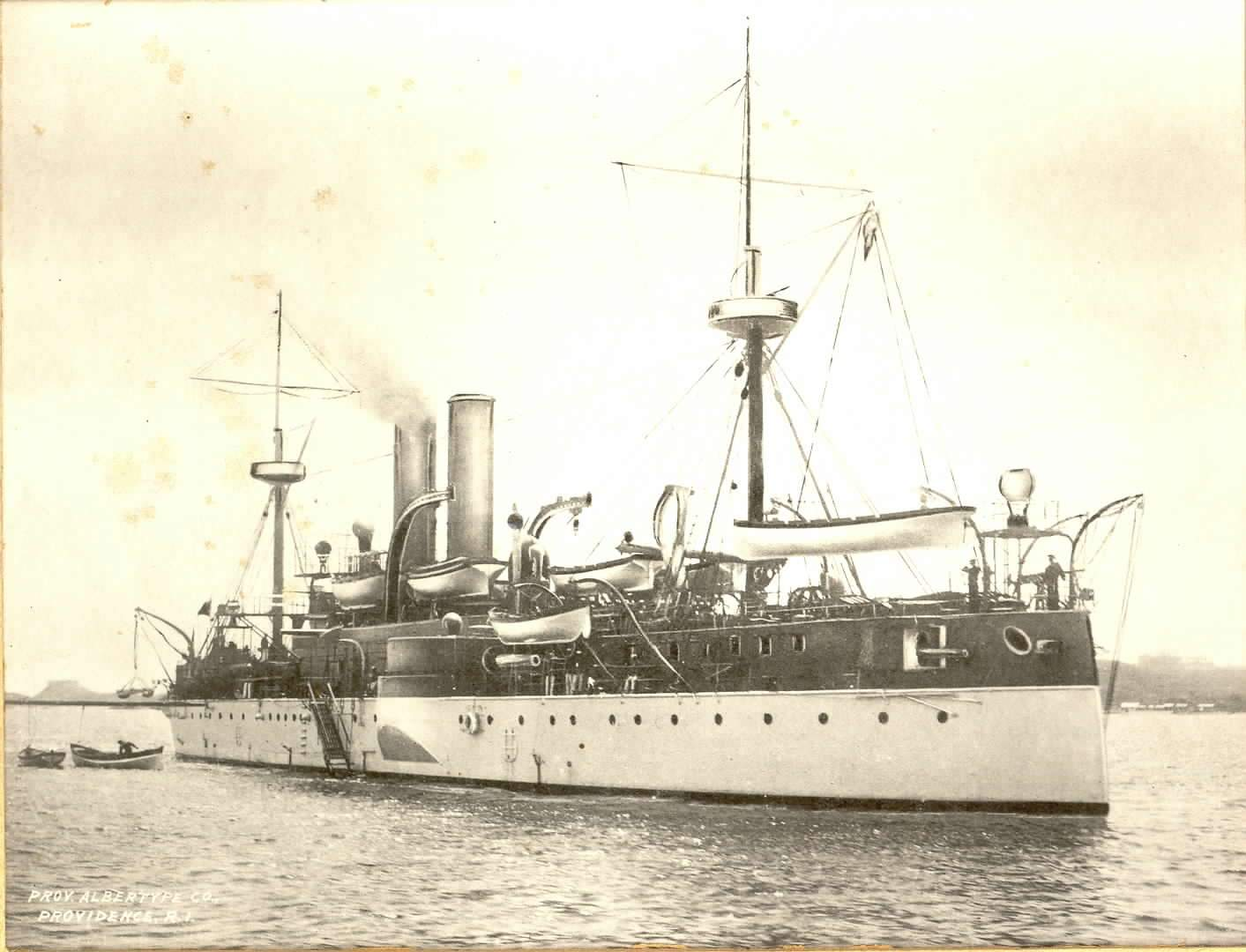
Achteraanzicht met een geschutstoren goed zichtbaar, 1898.
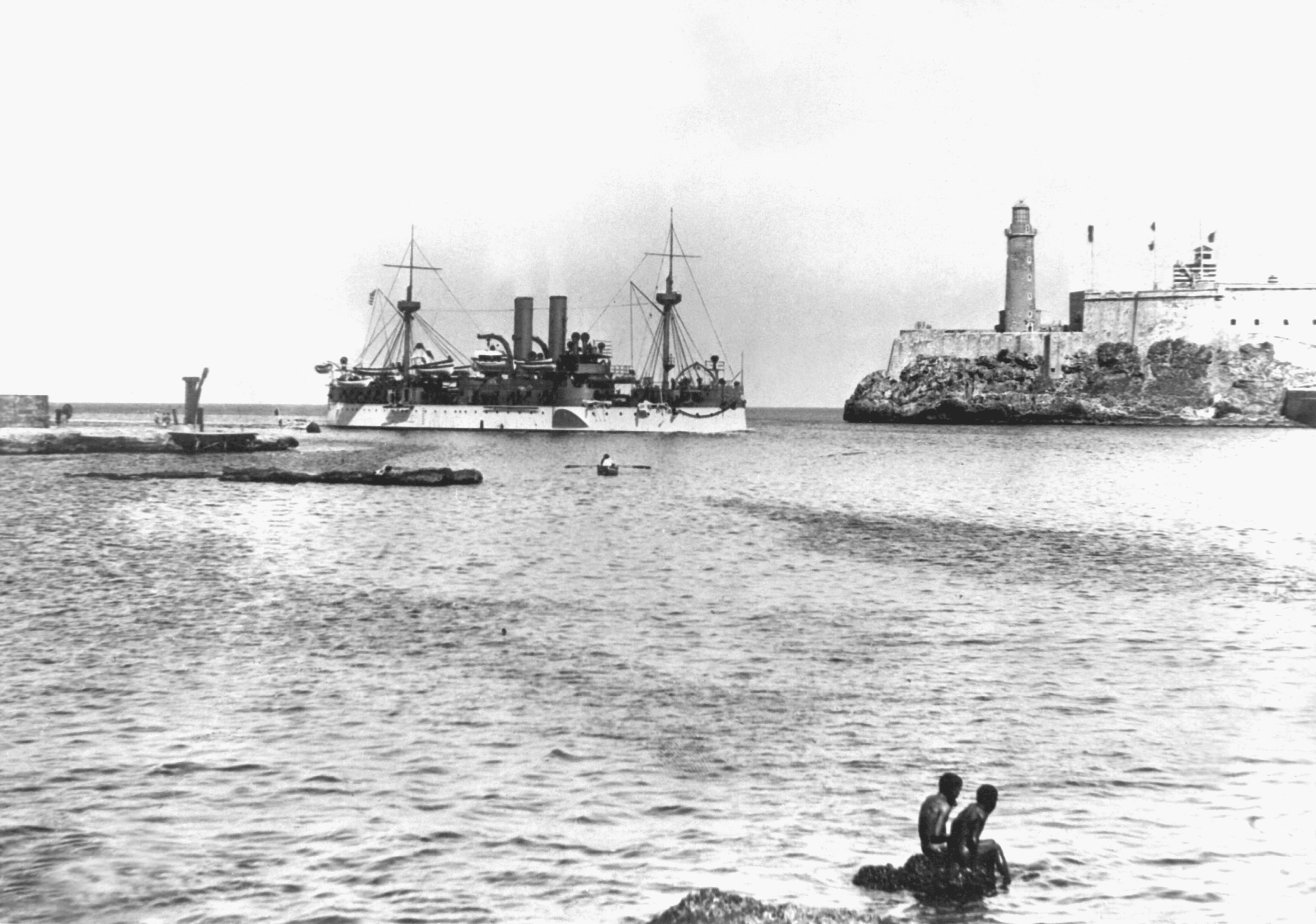
De USS Maine in Havana
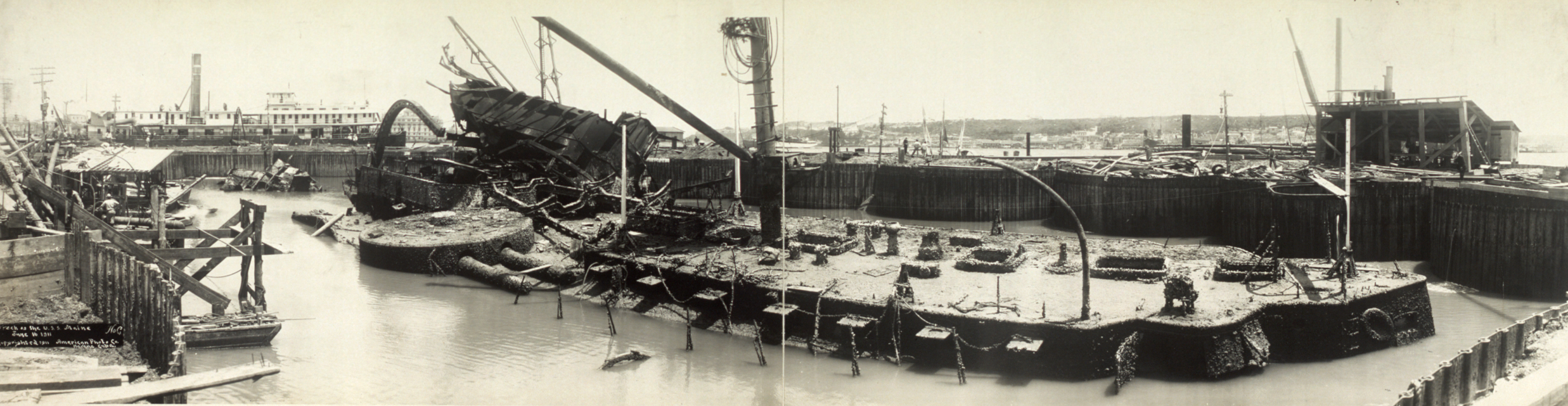
Het wrak wordt drooggelegd voor onderzoek, 1912.

## Naslagwerken
- (en)  Allen, Thomas B. ed. What Really Sank the Maine ? Naval History 11 (maart/april 1998): p.30–39
- (en)  Blow, Michael. A Ship to Remember: The Maine and the Spanish-American War. New York: William Morrow & Co., 1992. ISBN 978 0 688 09714 1
- (en)  Samuels, Peggy and Harold. Remembering the Maine. Smithsonian Institution Press, Washington DC en London, 1995. ISBN 978 1 56098 474 0